# Internationale Cricket-Saison 1938/39
Die internationale Cricket-Saison 1938/39 fand zwischen November 1938 und März 1939 statt. Als Wintersaison wurden vorwiegend Heimspiele der Mannschaften aus Südasien, der Karibik und Ozeanien ausgetragen.

## Überblick

### Internationale Touren
| Beginn            | Heimteam  | Auswärtsteam | Resultate | Artikel |
| Beginn            | Heimteam  | Auswärtsteam | Test      | Artikel |
| ----------------- | --------- | ------------ | --------- | ------- |
| 24. Dezember 1938 | Südafrika | England      | 0–1 [5]   | Artikel |

## Nationale Meisterschaften
Aufgeführt sind die nationalen Meisterschaften der Full Member des ICC.
| Land       | First-Class              |
| ---------- | ------------------------ |
| Australien | Sheffield Shield 1938/39 |
| Indien     | Ranji Trophy 1938/39     |
| Neuseeland | Plunket Shield 1938/39   |